# Florentí Protògen (cònsol 449)
Florentí Romà Protògen (grec: Φλωρέντιος Ρωμανός ό Πρωτογένης; fl. 448-451) va ser un estadista romà que va exercir com a cònsol l'any 449, juntament amb Asturi.